# 东闾镇
东闾镇，原为东闾乡，是中华人民共和国河北省保定市清苑区下辖的一个乡镇级行政单位。2021年10月撤乡设镇。

## 行政区划
东闾镇下辖以下地区：

东闾村、翟庄村、北宋村、南宋村、南蛮营村、南王庄村、田蒿村、南营头村、北营头村和韦各庄村。